# Воля Комборська
Воля Комборська (пол. Wola Komborska) — село в Польщі, у гміні Корчина Кросненського повіту Підкарпатського воєводства.
Населення — 429 осіб (2011).

## Історія
У різний час село належало дідичам Каменецьким, Бонерам.
У 1474 році Волю Комборську поруйнували під час наступу угорські війська. Згодом населений пункт був понищений і у 1655-1660 роках шведами і військами Ракоці.
У Волі Комборській у 1768-1772 роках перебували конфедерати.
У 1983 році в селі збудовано католицький костел Милосердя Божого і святої Анни.
Давній сільський водяний млин, датований 1880-ми роками, перенесено до скансену міста Сянік.

## Сучасність
У селі функціонує початкова школа.
Для ночівлі у селі є агротуристичне помешкання під назвою «Хатка Дизювка».

## Демографія
Демографічна структура станом на 31 березня 2011 року:
|          | Загалом | Допрацездатний вік | Працездатний вік | Постпрацездатний вік |
| -------- | ------- | ------------------ | ---------------- | -------------------- |
| Чоловіки | 209     | 50                 | 134              | 25                   |
| Жінки    | 220     | 40                 | 123              | 57                   |
| Разом    | 429     | 90                 | 257              | 82                   |

## Туризм
Поблизу села на півдні місцини, яку звуть «Палкі», є головна туристична атракція Волі Комборської — група із 15 скель, висотою до 7 метрів. Одна зі скель має назву «Конфедератка». Так її звуть за вершину, яка нагадує уланську шапку.
Місцина зі скелями входить до Чорноріцько-Стрижівського пейзажного парку.